# Luis Madrigal
Luis Guillermo Madrigal Gutiérrez (Los Mochis, 10 febbraio 1993) è un calciatore messicano, attaccante del Panachaïkī.

## Caratteristiche tecniche
È un centravanti.

## Carriera

### Nazionale
Nel 2013, con la nazionale Under-20 messicana, ha preso parte ai Mondiali ed al campionato nordamericano.

## Palmarès

### Club
- CONCACAF Champions League: 1

Monterrey: 2012-2013

### Nazionale
- Campionato nordamericano Under-20: 1

Messico 2013